# Gladsaxe
Gladsaxe è un centro abitato danese situato nella regione di Hovedstaden nel comune omonimo di cui è capoluogo.
La cittadina fa parte dell'area urbana di Copenaghen. Il nucleo storico del centro abitato, risalente al tardo XVIII secolo si sviluppava intorno alla chiesa e al laghetto, fino al 1900 il villaggio rimase escluso dalle vie di comunicazione.
L'architetto danese Vilhelm Lauritzen fu consulente del comune di Gladsaxe, a lui si devono il municipio (1937) e il suo ampliamento dal 1953, impianti sportivi, scuole e la biblioteca.